# Cephalotes guayaki
Cephalotes guayaki är en myrart som beskrevs av De Andrade 1999. Cephalotes guayaki ingår i släktet Cephalotes och familjen myror. Inga underarter finns listade.

## Bildgalleri

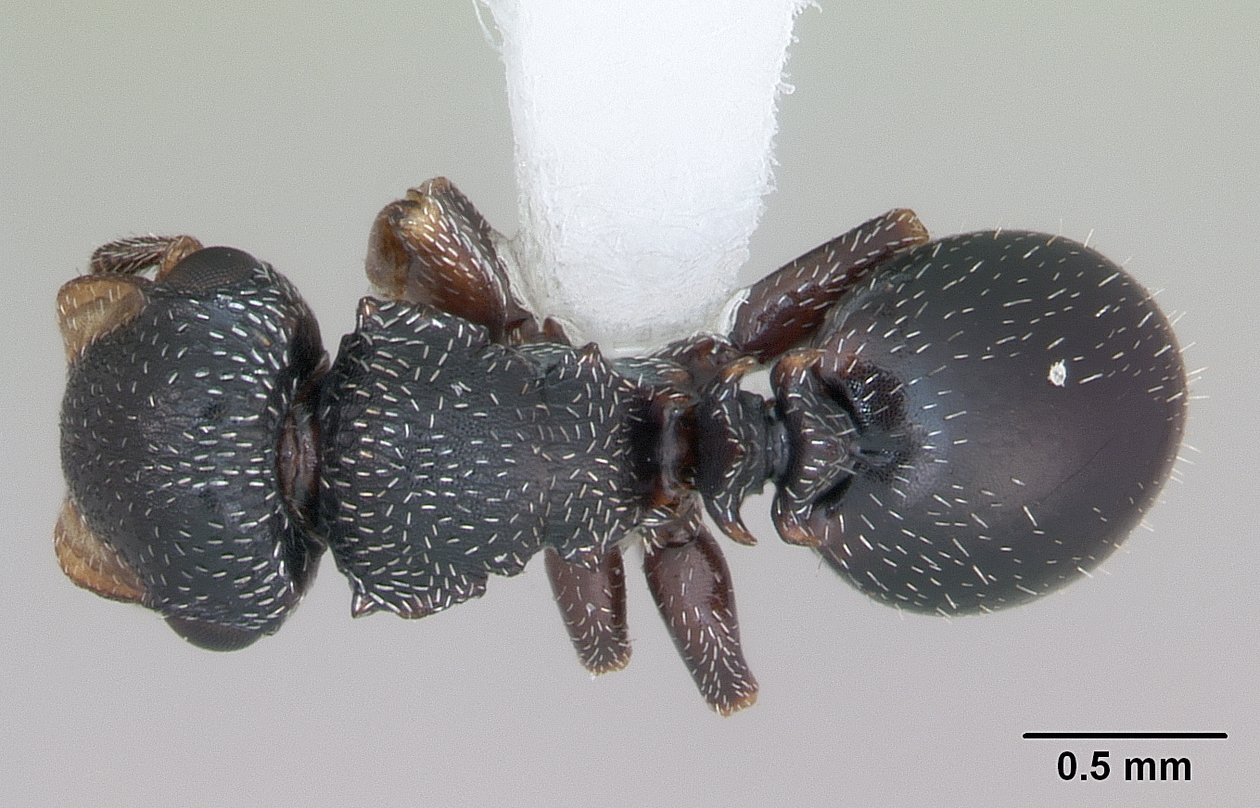
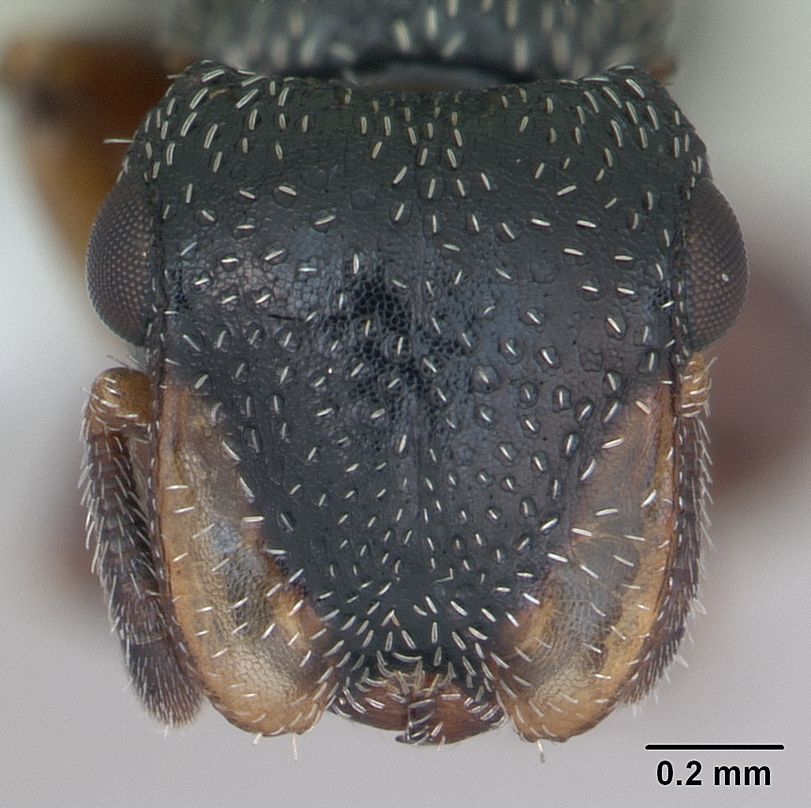
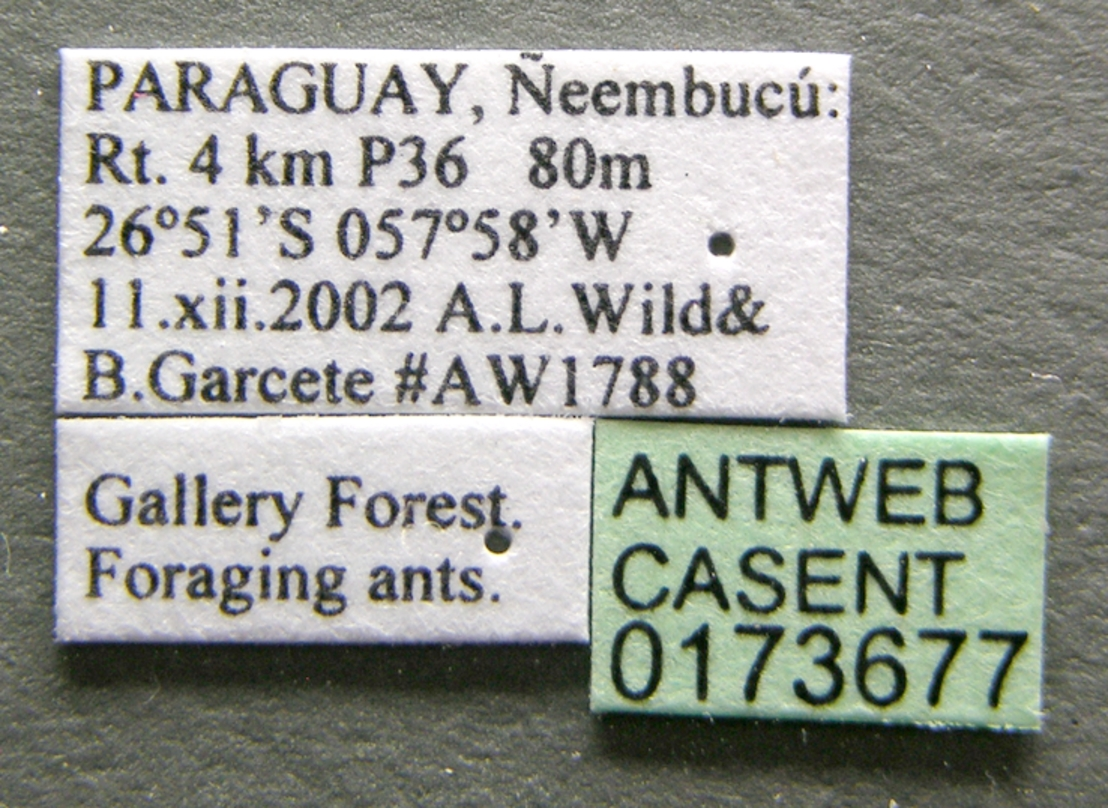
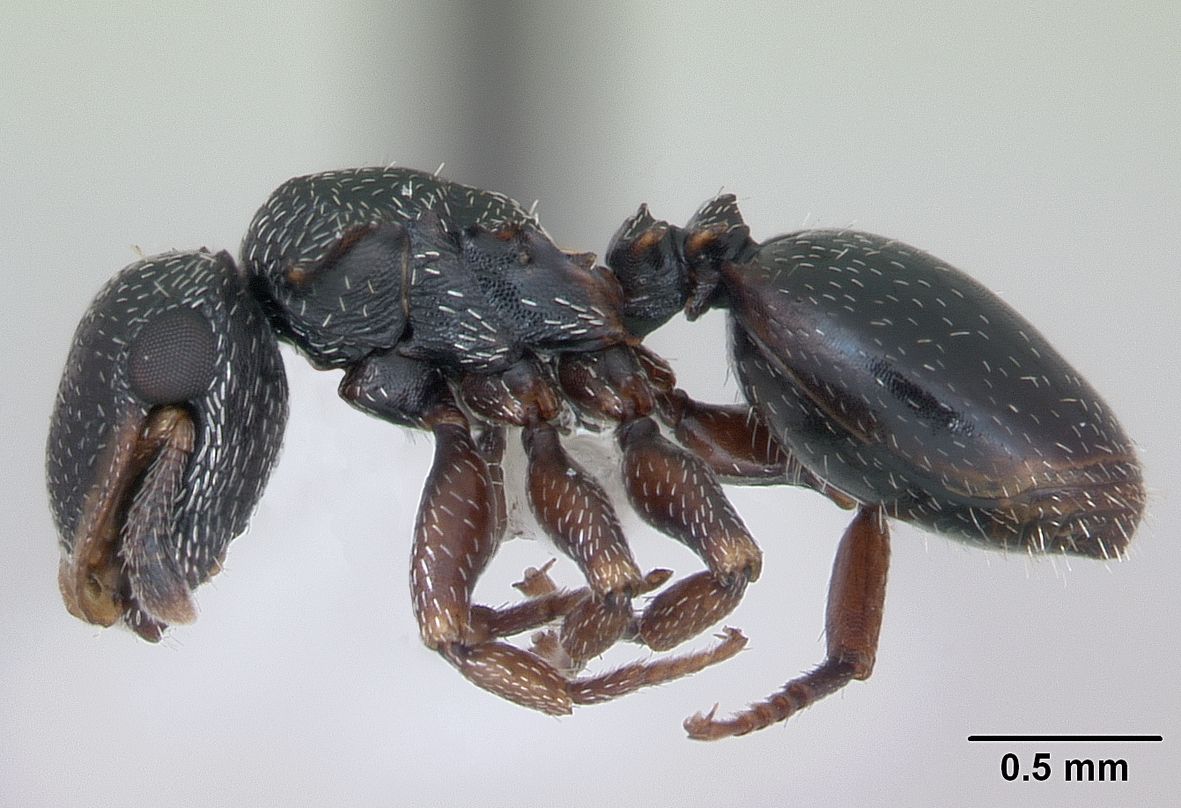